# La Magne

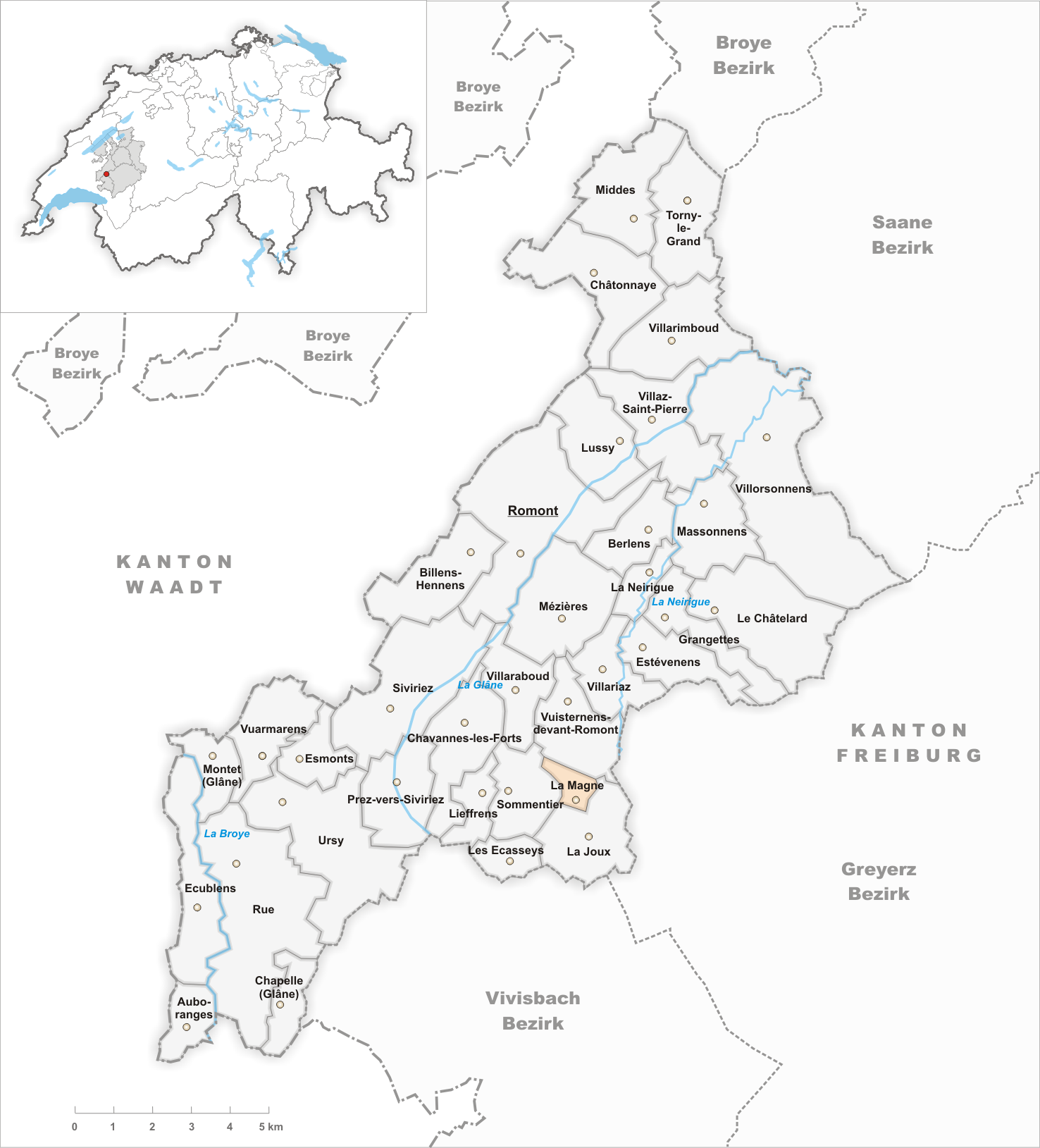
Gemeindestand vor der Fusion am 1. Januar 2003

La Magne ist ein Weiler und früher eine selbständige politische Gemeinde im Distrikt Glâne des Kantons Freiburg in der Schweiz. Am 1. Januar 2003 wurde La Magne zusammen mit einer Reihe weiterer Gemeinden nach Vuisternens-devant-Romont eingemeindet.

## Geographie
La Magne liegt auf 850 m ü. M., zweieinhalb Kilometer südlich von Vuisternens-devant-Romont und sieben Kilometer südlich des Bezirkshauptortes Romont (Luftlinie). Die Streusiedlung erstreckt sich am Nordosthang des Waldhügels Bois du Chaney, über der breiten Talniederung der Neirigue, im Molassehügelland des Freiburger Mittellandes. Die ehemalige Gemeindefläche betrug rund 0,9 km². Das Gebiet umfasste einen kleinen Abschnitt des Hanges des Bois du Chaney und wurde im Osten vom Tälchen des Ruisseau des Grands Marais begrenzt.

## Bevölkerung
Mit 52 Einwohnern (2002) zählte La Magne vor der Fusion zu den kleinsten Gemeinden des Kantons Freiburg. Der Ort besteht aus der Hofsiedlung Le Clos und mehreren Einzelhöfen.
Einwohnerzahlen: Volkszählungsdaten

## Wirtschaft
La Magne lebt noch heute zur Hauptsache von der Landwirtschaft, insbesondere von der Milchwirtschaft (für die Käseproduktion) und der Viehzucht.

## Verkehr
Der Ort liegt abseits der grösseren Durchgangsstrassen, ist aber von der Hauptstrasse von Romont nach Bulle leicht erreichbar. La Magne besitzt keine Anbindung an das Netz des öffentlichen Verkehrs.

## Geschichte
La Magne trug früher den Namen L'Allemagne. Das Gebiet von La Magne war Teil der Herrschaft Vuisternens-devant-Romont. Als die Berner 1536 das Waadtland eroberten, kam das Dorf unter die Herrschaft von Freiburg und wurde der Vogtei Romont zugeordnet. Nach dem Franzoseneinfall im März 1798 und dem folgenden Zusammenbruch des Ancien Régime gehörte La Magne während der Helvetik und der darauf folgenden Zeit zum Bezirk Romont und wurde 1848 in den Bezirk Glâne eingegliedert. La Magne gehört zur Pfarrei La Joux.
Im Rahmen der vom Kanton Freiburg seit 2000 geförderten Gemeindefusionen wurde La Magne zusammen mit Lieffrens, Sommentier, Les Ecasseys, La Joux, Villariaz und Estévenens mit Wirkung auf den 1. Januar 2003 nach Vuisternens-devant-Romont eingemeindet.

## Persönlichkeiten
- François-Xavier Menoud (1821–1904), Politiker